# نيكولاس بريت
نيكولاس بريت (31 يناير 1983 في فيلوربان) (بالفرنسية: Nicolas Priet)‏ لاعب كرة قدم فرنسي يلعب حاليا لصالح نادي الدرجة الوطنية بوفيه في خط الدفاع .

## المسيرة الرياضية
بدأ بريت مسيرته الرياضية في نادي ليون حيث تم ادراجه ضمن الفريق الرديف وطوال موسمين لم يستطع أن يشارك في أي مباراة مع الفريق الأول . في سنة 2003 وافق بريت على الانتقال إلى نادي ليستر سيتي الإنجليزي ولكنه لم يستطع فرض نفسه في التشكيلة الأساسية . في السنة التالية انتقل إلى نادي دونكاستر روفرز . في السنة التالية عاد إلى فرنسا وانضم إلى نادي الدرجة الوطنية روين حيث شارك أساسيا طوال موسمين واستطاع أن يطور من مستواه كثيرا . في سنة 2007 انتقل إلى نادي سانت بريست وفي نهاية الموسم انتقل إلى نادي سيت وأخيرا في صيف 2009 انتقل إلى نادي بوفيه .